# Frank Eisenberg
Frank Eisenberg (* 7. Dezember 1943 in Somsdorf; † 12. August 2014) war ein deutscher Langstreckenläufer, der für die DDR startete.
Über 5000 m wurde er jeweils Neunter bei den Leichtathletik-Europameisterschaften 1971 in Helsinki und bei den Olympischen Spielen 1972 in München.
1969 wurde er DDR-Meister im Crosslauf auf der Kurzstrecke, 1972 über 5000 m. In der Halle wurde er 1972 DDR-Vizemeister über 3000 m.
Frank Eisenberg startete für den SC Leipzig. Sein Zwillingsbruder Gert Eisenberg war ebenfalls als Langstreckenläufer erfolgreich.

## Persönliche Bestzeiten
- 1500 m: 3:39,9 min, 26. Mai 1971, Leipzig
- 3000 m: 7:55,8 min, 6. Juni 1971, Berlin
- 5000 m: 13:29,0 min, 3. Juni 1972, Potsdam
- 10.000 m: 29:13,2 min, 1. Mai 1969, Gera